# Hiéroglyphe égyptien M22A
Pour les articles homonymes, voir Jonc (homonymie).
Les deux joncs, en hiéroglyphes égyptiens, sont classifiés dans la  section M « Arbres et plantes » de la liste de Gardiner ; il y est noté M22A.

## Représentation
Il représente deux plants de joncs (Arundo donax ?, hiéroglyphe M22). Il est translittéré nn.
Il est souvent codé M22-M22.

## Utilisation
| M22 | M22 | n · t | M2 |

| M22 | M22 | n · t | M2 |

d'où découle sa fonction en tant que phonogramme bilitère de valeur nn.

## Exemples de mots
| M22 | M22 |

| M22 | M22 |

| M22 | M22 | n · n | T34 | m | G37 |

| M22 | M22 | n · n | T34 | m | G37 |

| M22 | M22 | N40 · F51B |

| M22 | M22 | N40 · F51B |